# Плавучее
Плавучее — озеро на территории Сосновецкого сельского поселения Беломорского района Республики Карелии.

## Общие сведения
Площадь озера — 4,2 км², площадь водосборного бассейна — 28,3 км². Располагается на высоте 108,5 метров над уровнем моря.
Форма озера продолговатая: оно более чем на четыре километра вытянуто с северо-запада на юго-восток. Берега каменисто-песчаные, местами заболоченные.
С северо-восточной стороны озера Плавучего вытекает безымянный водоток, впадающий в озеро Муезеро, через которое протекает река Охта. Последняя впадает в реку Кемь.
В озере расположено не менее четырёх небольших безымянных островов.
Вдоль юго-западного берега озера проходит лесовозная дорога.
Код объекта в государственном водном реестре — 02020001011102000006394.